# The Mystery of Dr. Fu Manchu
The Mystery of Dr. Fu Manchu è un serial cinematografico del 1923 diretto da A.E. Coleby.

## Trama
Sir Denis Nayland Smith e il dottor Petrie affrontano il malvagio Fu Manchu che non esita a far ricorso a strani modi per uccidere come ad esempio un gatto con le unghie avvelenate, giganteschi funghi velenosi e fiori che provocano l'afonia.

## Elenco episodi
1. The Scented Envelopes
2. The West Case
3. The Clue of the Pigtail
4. The Call of Siva
5. The Miracle
6. The Fungi Cellars
7. The Knocking on the Door
8. The Cry of the Nighthawk
9. Aaron's Rod
10. The Fiery Hand
11. The Man with the Limp
12. The Queen of Hearts
13. The Silver Buddha
14. The Sacred Order
15. The Shrine of the Seven Lamps